# ジェームス・ブラント
ジェームス・ブラント（James Blunt, 1974年2月22日 - ）は、イングランド・ウィルトシャー出身の歌手。元軍人。本名ジェームス・ヒリアー・ブラウント (James Hillier Blount)。本名をもじった芸名の Blunt という語には「なまくら」「鈍感」「不愛想」という意味がある。身長173 cm。

## 経歴
イギリス陸軍航空隊に所属していた父の長男として陸軍病院で生まれ、イングランド、キプロス、ドイツなどで子ども時代を過ごした。子どもの頃にピアノやヴァイオリンを習い、14歳でギターを始めた。また父から飛行機の操縦を教わり、16歳でパイロットのライセンスを取得。ブリストル大学で社会学を学び、1996年に卒業した。
サンドハースト王立陸軍士官学校で訓練を受けイギリス陸軍に入隊。キャプテン（大尉）にまで昇格し、NATO平和維持部隊として紛争地帯のコソボにも赴いた経験を持つ。
2002年に除隊しミュージシャンとしての活動を開始し、2004年10月にデビューアルバム『バック・トゥ・ベッドラム』をリリース。2005年にアルバムからシングルカットされた『ユア・ビューティフル』が大ヒットした。
2007年に2枚目のアルバム『オール・ザ・ロスト・ソウルズ』をリリース。シングルカットされた『セイム・ミステイク』は映画『P.S. アイラヴユー』の主題歌に起用された。

## ディスコグラフィ

### アルバム
| 年   | タイトル             | アルバム詳細                                                                                                 | チャート最高位 | チャート最高位 | チャート最高位 | チャート最高位 | チャート最高位 | チャート最高位 | チャート最高位 | チャート最高位 | チャート最高位 | チャート最高位 | 認定 |
| 年   | タイトル             | アルバム詳細                                                                                                 | UK             | AUS            | AUT            | CAN            | FRA            | GER            | IRE            | NLD            | SWI            | US             | 認定 |
| ---- | -------------------- | --- | -------------- | -------------- | -------------- | -------------- | -------------- | -------------- | -------------- | -------------- | -------------- | -------------- | --- |
| 2004 | Back to Bedlam       | - 発売日：2004年10月11日 - レーベル：Atlantic - フォーマット：CD, LP, digital download - 全英売上：333.9万枚 | 1              | 1              | 1              | 1              | 2              | 1              | 1              | 2              | 1              | 2              | - UK: 11× プラチナ - AUS: 9× プラチナ - AUT: 2× プラチナ - CAN: 6× プラチナ - FRA: ダイヤモンド - GER: 9× ゴールド - IRE: 14× プラチナ - NLD: プラチナ - SWI: 5× プラチナ - US: 3× プラチナ |
| 2007 | All the Lost Souls   | - 発売日：2007年9月17日 - レーベル：Atlantic - フォーマット：CD, LP, digital download - 全英売上：81万枚     | 1              | 1              | 1              | 1              | 1              | 1              | 1              | 2              | 1              | 7              | - UK: 2× プラチナ - AUS: プラチナ - AUT: プラチナ - CAN: 2× プラチナ - FRA: ダイヤモンド - GER: 2× プラチナ - IRE: 3× プラチナ - NLD: プラチナ - SWI: 3× プラチナ - US: ゴールド            |
| 2010 | Some Kind of Trouble | - 発売日：2010年11月8日 - レーベル：Atlantic - フォーマット：CD, digital download - 全英売上：31万枚         | 4              | 5              | 3              | 6              | 3              | 2              | 6              | 2              | 1              | 11             | - UK: プラチナ - AUS: プラチナ - AUT: ゴールド - CAN: ゴールド - FRA: プラチナ - GER: プラチナ - IRE: ゴールド - SWI: プラチナ                                                              |
| 2013 | Moon Landing         | - 発売日：2013年10月21日 - レーベル：Atlantic - フォーマット：CD, digital download - 全英売上：38.8万枚      | 2              | 2              | 1              | 2              | 5              | 2              | 5              | 6              | 1              | 20             | - UK: プラチナ - AUS: プラチナ - AUT: ゴールド - CAN: ゴールド - FRA: プラチナ - GER: 3× ゴールド - SWI: プラチナ                                                                           |
| 2017 | The Afterlove        | - 発売日：2017年3月24日 - レーベル：Atlantic - フォーマット：CD, digital download                            | 6              | 7              | 7              | 6              | 14             | 6              | 7              | 10             | 4              | 177            | |
| 2019 | Once Upon a Mind     | - 発売日：2019年10月25日 - レーベル：Atlantic - フォーマット：CD, digital download                           | 3              | 5              | 6              | 40             | 26             | 8              | 38             | 29             | 4              | —              | - UK: ゴールド |
| 2023 | Who We Used to Be    | - 発売日：2023年10月27日 - レーベル：Atlantic - フォーマット：CD, digital download                           | 5              | 61             | 5              | —              | 29             | 11             | —              | 15             | 4              | —              | |

### ライブアルバム
- 『チェイシング・タイム～ベッドラム・セッションズ』Chasing Time: The Bedlam Sessions（2006年）

DVD+CDの2枚組作品。DVDには2005年のライヴ・イン・コンサート・アット・ザ・BBCからのパフォーマンスやミュージックビデオとそのメイキング、インタビューが収録されている。CDはアイルランドで行われたライブの音源で、そのうち3曲はアルバム未収録音源である。
- Les Sessions Lost Souls（2008年）
- Trouble Revisited（2011年）

### コンピレーションアルバム・ボックスセット
- I'll Take Everything: The Platinum Collection（2015年）
- The Stars Beneath My Feet (2004–2021)（2021年）

### シングル
- 『ハイ』High（2004年）※カップリング曲に『シュガー・コーテッド』を収録
- 『ワイズ・メン』Wisemen（2005年）
- 『ユア・ビューティフル』You're Beautiful（2005年）

日本ではフジテレビ系ドラマ『小早川伸木の恋』挿入歌、トヨタ・ヴィッツCMソングに起用された。イギリスをはじめヨーロッパの国々で1位を獲得。アメリカのビルボードHOT100においてもイギリス人男性ソロアーティストとして1997年のエルトン・ジョン『キャンドル・イン・ザ・ウィンド』以来9年ぶりに1位を記録。
- 『ハイ』（再リリース）High（2005年）※カップリング曲にU2をカバーした『イン・ア・リトル・ホワイル』を収録
- 『グッバイ・マイ・ラヴァー』Goodbye My Lover（2005年）
- 『ワイズ・メン』（再リリース）Wisemen（2006年）
- No Bravery（2006年）※フランス限定リリース
- 『1973』1973（2007年）
- 『セイム・ミステイク』Same Mistake（2007年）

映画『P.S. アイラヴユー』主題歌
- Je réalise（2008年）※フランスのラップ歌手Sinikとのコラボ曲
- 『キャリー・ユー・ホーム』Carry You Home（2008年）

フジテレビ土曜プレミアムスペシャルドラマ『愛馬物語』主題歌
- 『アイ・リアリー・ウォント・ユー』I Really Want You（2008年）
- 『ラヴ・ラヴ・ラヴ』Love, Love, Love（2008年）
- Primavera in anticipo (It Is My Song)（2009年）※イタリアの歌手ラウラ・パウジーニとのデュエット曲